# 珍海兔螺
珍海兔螺（学名：Ovula isibasii）为海兔螺科海兔螺屬下的一个种。